# دریای کارا

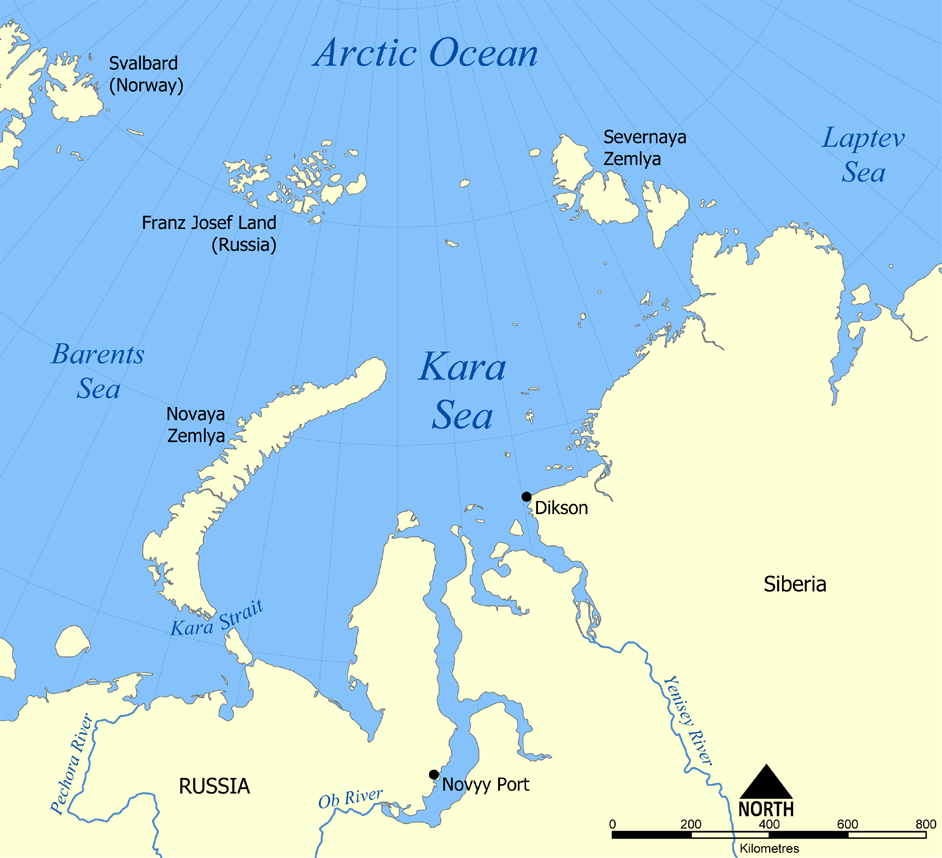
موقعیت دریای کارا بر روی نقشه.

دریای کارا (به روسی: Ка́рское мо́ре)، دریایی در حاشیهٔ اقیانوس منجمد شمالی است که در سرحد سیبری غربی، بین نوایا زملیا (غرب)، سرزمین فرانتس ژوزف (شمال‌غرب) و جزایر سِوِرنایا زملیا (شرق) واقع شده‌است. این دریا در شمال به آب‌های حوضچه قطبی، در غرب به دریای بارنتز و در شرق به دریای لاپتف می‌پیوندد. مساحت آن ۸۸۰٬۰۰۰ کیلومتر مربع (۳۴۰٬۰۰۰ مایل مربع) است. میانگین ژرفای آن ۱۲۷ متر (۴۱۷ فوت) بوده و در عمیق‌ترین نقطه به ۶۲۰ متر (۲٬۰۳۴ فوت) می‌رسد.
چندین شاخابه بزرگ از دریای کارا مانند شکاف‌هایی در سرزمین اصلی داخل شده‌اند. بزرگترین رودخانه‌هایی که به این دریا می‌ریزند، یِنی‌سِئی، اُب، پیاسینا و کارا (که نام دریا از آن گرفته شده‌است) هستند. جزیره‌های پرشمار و متفاوتی بیشتر در نقاط شمالی این دریا وجود دارد که برخی از آن‌ها کوهستانی بوده و بقیه کاملاً با گنبدهای یخی پوشیده شده‌اند. بیشتر این جزیره‌ها شنی و نسبت به سطح دریا کم ارتفاع هستند.